# Le marché aux chevaux
Le marché aux chevaux é um óleo sobre tela da pintora francesa Rosa Bonheur, em estilo realista, produzido de 1852 a 1855. Essa tela de grandes proporções foi inspirada no mercado de cavalos de Paris e retrata a venda de cavalos de tração, especialmente Percherons . Foi exposta pela primeira vez, inacabada, no salão de pintura e escultura de Paris de 1853, durante o qual se destacou pelas suas qualidades. A pintura concluída foi então apresentada na Exposição Universal de 1855 . Depois de várias revendas, a obra foi adquirida pelo Metropolitan Museum of Art de Nova York.

## Realização
Rosa Bonheur documentou o tema indo duas vezes por semana durante dezoito meses ao mercado de cavalos de Paris, geralmente vestida de estilo masculino fazendo esboços e conversando com negociantes de cavalos.

## Descrição

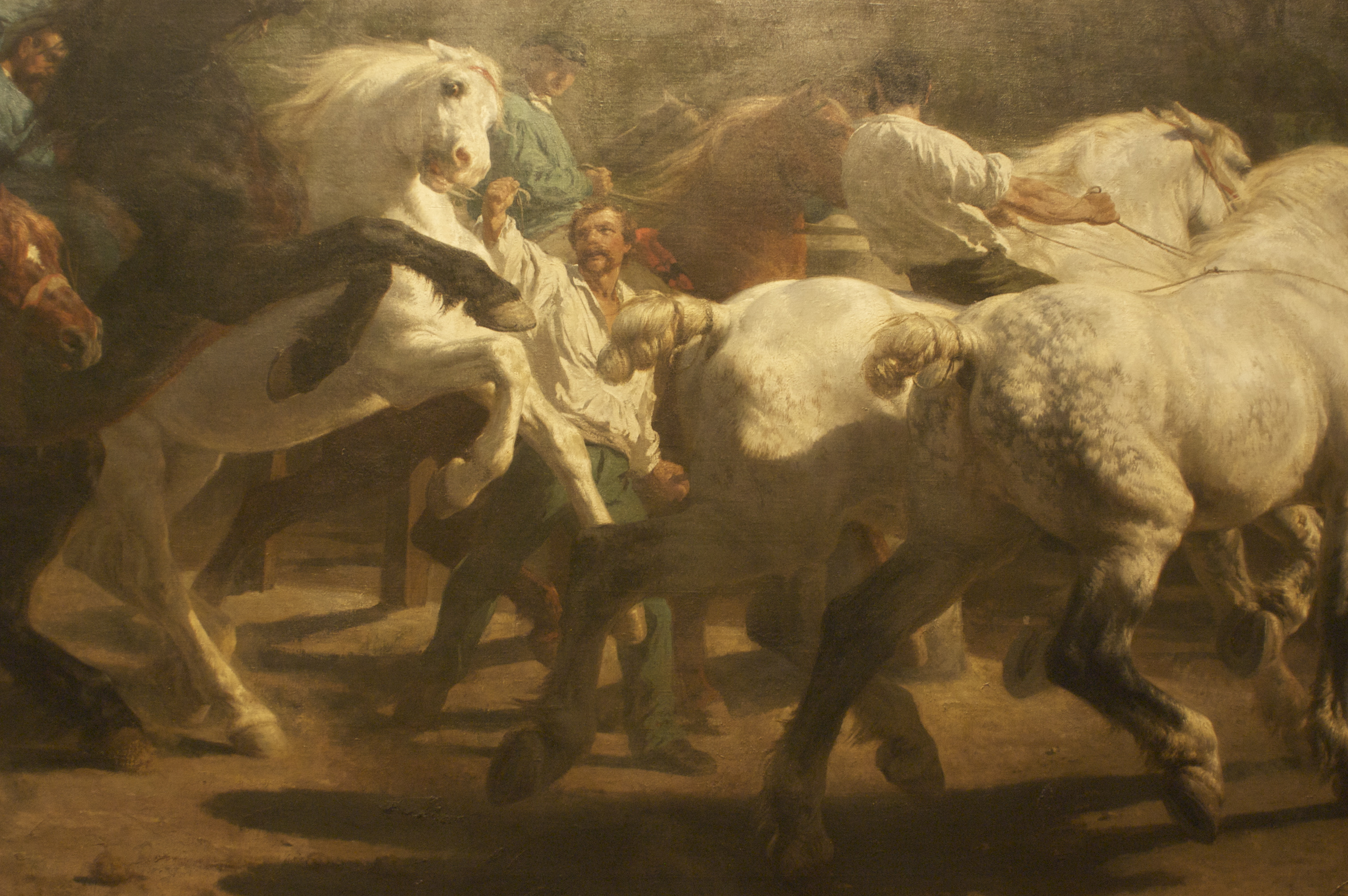
Detalhe do quadro

Os cavalos escolhidos como modelos e representados no Le marché aux chevaux são Percherons com « pescoço forte, lombo curto e largo, garupa vigorosa, cabeça pequena, pernas finas, pelagem cinzenta, andar nervoso, o cavalo é capturado com todos os sinais, todas as características distintivas de sua espécie particular » . Os cavalos, bem agrupados, ocupam os primeiros planos e todo o espaço que o olhar consegue abranger. São representados a trote, a galope ou montados por cavalariços rudes em blusas conhecidas como casse-cous. As aparências variadas são retratadas com fidelidade. Os jarretes vigorosos são reproduzidos sem exageros, com um brilho prateado que evita o polimento frio e consistente do mármore.

## Trajetória do quadro
Rosa Bonheur expôs a pintura, então inacabada, no salão de pintura e escultura de Paris de 1853, durante o qual cativou o público. A pintura concluída foi então apresentada na Exposição Universal de 1855 .
A pintura foi inicialmente comprada pelo governo francês, mas Rosa Bonheur recuperou-a e vendeu-a por 40 mil francos à editora inglesa Gambart. Cornelius Vanderbilt II doou-o ao Metropolitan Museum of Art de Nova York em 1887.

## Recepção

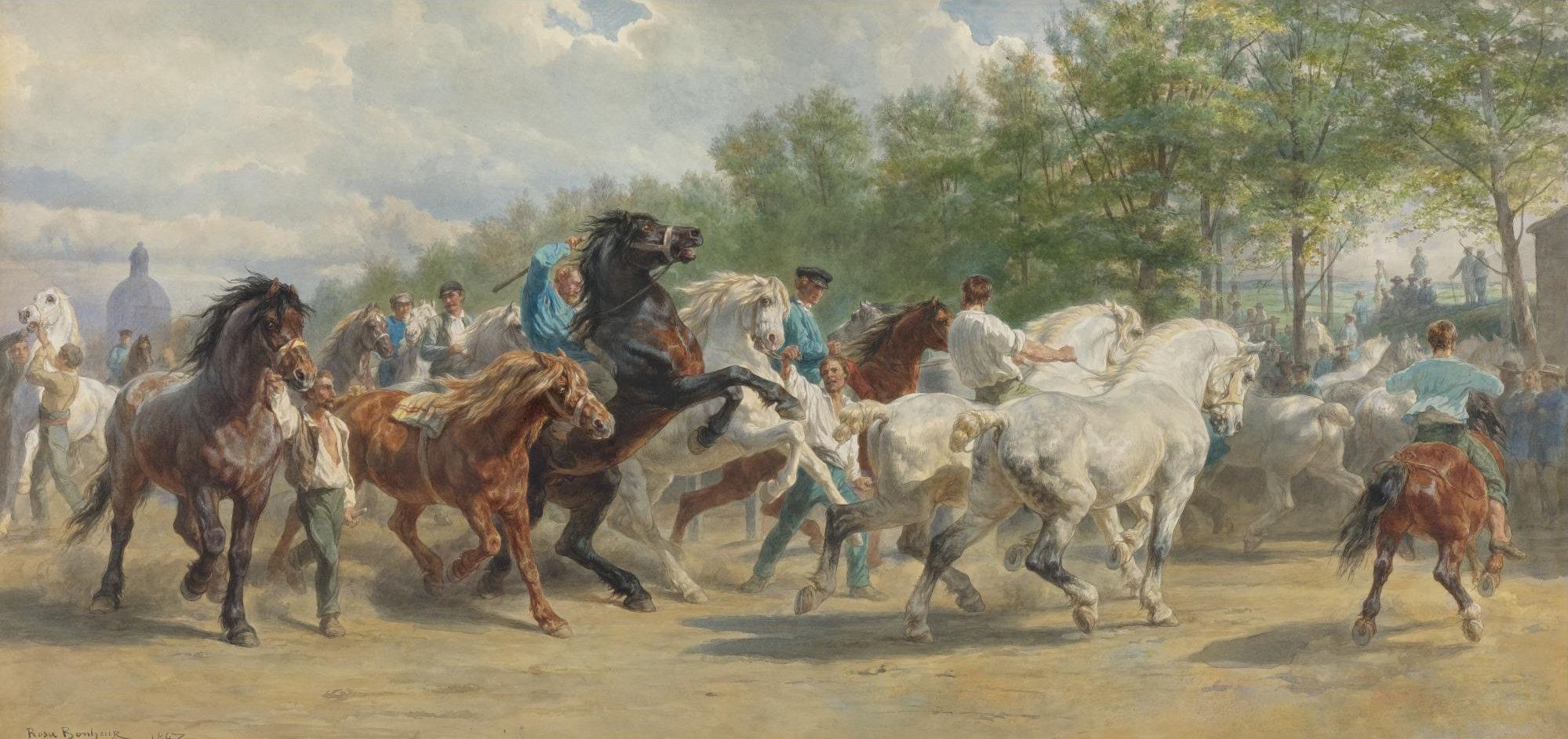
Aquarela sobre papel de 1867

Os críticos do salão de pintura e escultura de 1853 destacaram a fina execução da obra e suas grandes qualidades de composição : « Rosa Bonheur já era conhecida por diversas exposições como a mais ilustre pintora de animais da nossa escola moderna ; mas nunca seu talento se revelou tão completo e em tão grandes proporções ; nunca, desde Géricault, alguém desenhou e pintou cavalos com esta ciência da forma e do movimento, da qual este grande artista parecia ter tirado o segredo ; e ninguém desde Géricault havia tentado o difícil estudo do cavalo com essa consciência. Através de Le marché aux chevaux, que não teve receio de expor embora não estivesse concluído, Madame Rosa Bonheur ascendeu, de alguma forma, à pintura histórica. Sua obra pertence à grande escola e deve ser examinada separadamente, pois revela estudos conscienciosos e qualidades raras como desenhista e colorista. »   Além disso, foi dito que: « A senhorita Rosa Bonheur fez mais do que uma boa pintura, fez uma obra que permanecerá e que será disputada pelos museus e pelos gabinetes de grandes amadores. »  Os críticos, no entanto, apontam « a frieza e a monotonia dos seus tons de cinza, a execução excessivamente precisa de cada uma das suas partes e a falta de empastamento nos primeiros planos, bem como a solidez e a luz nos fundos ».
Rosa Bonheur foi deliberadamente excluída da cerimônia de entrega da Medalha Artística de Primeira Classe, devido à regra que proibia as mulheres de receberem este prêmio.
A pintora Molly Luce afirmou que o quadro foi a primeira obra que a influenciou.